# Doug Rogers
Alfred Harold Douglas "Doug" Rogers, född 26 januari 1941 i Truro, Nova Scotia, död 20 juli 2020 i Vancouver, var en kanadensisk judoutövare.
Rogers blev olympisk silvermedaljör i tungvikt i judo vid sommarspelen 1964 i Tokyo.